# Saint-Clément-sur-Guye
Saint-Clément-sur-Guye é uma comuna francesa na região administrativa de Borgonha-Franco-Condado, no departamento Saône-et-Loire. Estende-se por uma área de 7,27 km². Em 2010 a comuna tinha 135 habitantes (densidade: 18,6 hab./km²).